# Allomengea beombawigulensis
Allomengea beombawigulensis är en spindelart som beskrevs av Joon Namkung 2002. Allomengea beombawigulensis ingår i släktet Allomengea och familjen täckvävarspindlar. Inga underarter finns listade i Catalogue of Life.